# Schuifbalk

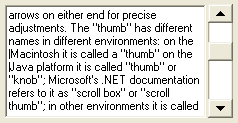
Uit de grootte van het schuifje rechts blijkt dat ongeveer een vijfde deel van de tekst zichtbaar is. Uit de plaatsing blijkt dat een vijfde deel aan het begin en drie vijfde aan het einde niet zichtbaar is.

Een schuifbalk of scrollbar is een verticale balk die zich meestal bevindt aan de rechterkant van een venster op het computerscherm.
Soms is er ook een horizontale schuifbalk aan de onderkant.
Een schuifbalk verschijnt als er in een venster meer gegevens moeten staan dan de ruimte in het venster toelaat. De gegevens kunnen dan met de schuifbalk verticaal (of horizontaal) verplaatst worden. Dit verplaatsen wordt scrollen genoemd.
Een schuifbalk bevat meestal een schuifje dat met de muis versleept kan worden. De grootte en de plaats van dit schuifje geven aan welk deel van de gegevens zichtbaar is.
Bijvoorbeeld: het schuifje begint halverwege de schuifbalk en eindigt op een kwart van onder. De grootte van het schuifje is dus een kwart van de lengte van de schuifbalk. Hieruit blijkt dat het derde kwart van de gegevens zichtbaar is.
Om andere gegevens in het venster zichtbaar te maken, moet het schuifje verplaatst worden. Dit kan op de volgende manieren:
- Klikken op de pijltjes aan de uiteinden van de schuifbalk - het schuifje beweegt een bepaalde afstand in de gewenste richting.
- Klikken in de ruimte boven of onder het schuifje - het schuifje beweegt over een afstand die ongeveer gelijk is aan zijn eigen lengte.
- Klikken in de ruimte boven of onder het schuifje, terwijl de Shift-toets ingedrukt wordt - het schuifje beweegt naar de plaats waar geklikt werd.
- Het schuifje verslepen met de muis.
- Draaien aan het wieltje op de muis.
- Met de rechter muisknop klikken in de ruimte boven of onder het schuifje - op veel typen computers verschijnt dan een contextmenu met verschuifmogelijkheden.